# Herbert Helbig
Herbert Helbig (* 4. Juli 1910 in Leipzig; † 26. Juli 1987 in Celle) war ein deutscher Historiker.
Der Sohn eines Kaufmanns legte das Abitur in Leipzig ab und studierte die ersten drei Semester an der Universität Freiburg (1930/31). An der Universität Leipzig setzte er 1932 sein Studium fort. Dort wurde er besonders von Rudolf Kötzschke geprägt. Im Jahr 1937 wurde er mit der Arbeit Die Kirchenpatrozinien in Sachsen auf siedlungsgeschichtlicher Grundlage promoviert. Am 15. Juli 1937 beantragte er die Aufnahme in die NSDAP und wurde rückwirkend zum 1. Mai desselben Jahres aufgenommen (Mitgliedsnummer 5.171.771). Die wissenschaftlichen Tätigkeiten wurden vom Zweiten Weltkrieg unterbrochen. 1942 wurde ihm am Landesgeschichtlichen Institut eine Assistentenstelle übertragen. Aufgrund seiner NSDAP-Zugehörigkeit konnte er nach 1945 in Leipzig keine Wiedereinstellung in den Hochschuldienst bekommen. In Leipzig arbeitete er zum Territorialstaat und Ständewesen. Dort erfolgte 1949 die Habilitation mit einer Arbeit über den wettinischen Ständestaat vom Anfang des 12. Jahrhunderts bis zur Teilung von 1485. 1949/50 ging er an die Freie Universität Berlin. In Berlin wandte er sich immer stärker der Wirtschafts- und Sozialgeschichte im Allgemeinen und der Stadtgeschichte im Besonderen zu. 1958 wurde er außerordentlicher Professor in Berlin und erhielt 1962 den Lehrstuhl für mittelalterliche Geschichte (Wirtschafts- und Sozialgeschichte). Einen Ruf an die Universität Frankfurt lehnte er ab. 1975 wurde er emeritiert.
Helbig unterhielt enge Beziehungen zur japanischen Geschichtswissenschaft. 1963 unternahm er seine erste Japanreise. Durch die Vermittlung Helbigs bestand von 1965 bis 1986 eine Gastdozentenstelle, die im Wechsel von ein bis zwei Jahren am Berliner Friedrich-Meinecke-Institut von einem deutschsprechenden japanischen Universitätskollegen besetzt wurde. 1973 übernahm Helbig als Nachfolger von Herbert Spruth den Vorsitz des Vereins zur Förderung der Zentralstelle für Deutsche Personen- und Familiengeschichte e. V. und der Stiftung Zentralstelle für Deutsche Personen- und Familiengeschichte in Berlin. 1976 wurde ihm die Ehrendoktorwürde der Universität Hokkaidō verliehen.

## Schriften (Auswahl)
Monografien
- Gesellschaft und Wirtschaft der Mark Brandenburg im Mittelalter (= Veröffentlichungen der Historischen Kommission zu Berlin. Bd. 41). de Gruyter, Berlin u. a. 1973, ISBN 3-11-003795-5.
- Die Träger der Rapallo-Politik (= Veröffentlichungen des Max-Planck-Instituts für Geschichte. Bd. 3). Vandenhoeck & Ruprecht, Göttingen 1958.
- Der wettinische Ständestaat. Untersuchungen zur Geschichte des Ständewesens und der landständischen Verfassung in Mitteldeutschland bis 1485. Böhlau, Münster u. a. 1955 (2., unveränderte Auflage. Böhlau, Köln 1980, ISBN 3-412-02178-4).
- Die Reformation der Universität Leipzig im 16. Jahrhundert (= Schriften des Vereins für Reformationsgeschichte. Bd. 171). Bertelsmann, Gütersloh 1953.
- Die Vertrauten. 1680–1980. Eine Vereinigung Leipziger Kaufleute. Beiträge zur Sozialfürsorge und zum bürgerlichen Gemeinsinn einer kaufmännischen Führungsschicht. Hiersemann, Stuttgart 1980, ISBN 3-7772-8025-9.

Herausgeberschaften
- Quellen zur älteren Wirtschaftsgeschichte Mitteldeutschlands. 5 Teile. Böhlau, Weimar 1952/53.